# Bosques caducifolios de Hokkaidō
La ecorregión de los bosques caducifolios de Hokkaidō (PA0423) abarca las costas norte y sur de la isla de Hokkaido, la más septentrional de las principales islas de Japón. La región se encuentra en la zona de transición entre los bosques subárticos más fríos del norte y los bosques más templados del sur. Los árboles característicos son el roble de Mongolia, el tilo y el fresno.

## Ubicación y descripción
El terreno de la ecorregión es principalmente de colinas bajas y llanuras.  Las costas occidental y septentrional dan al Mar de Ojotsk, más frío. La ecorregión rodea la ecorregión de los bosques de coníferas montanos de Hokkaidō, que se encuentra a mayor altitud.

## Clima
El clima de la ecorregión es un clima continental húmedo, verano cálido (clasificación climática de Köppen (Dfb)). Este clima se caracteriza por grandes diferencias de temperatura estacional y un verano cálido (al menos cuatro meses con una media superior a 10 °C, pero ningún mes con una media superior a 22 °C).  La precipitación media anual es de 1.150 mm.

## Flora y fauna
Los árboles dominantes de los bosques de las tierras bajas son el roble de Mongolia (Quercus mongolica), los tilos (Tilia) y los fresnos (Fraxinus).  El principal sotobosque es la sasa, una forma de bambú enano. La ecorregión es, en general, demasiado fría para mantener el haya japonesa que es común en Honshu, al sur. La biodiversidad es relativamente baja en la zona, y no hay especies endémicas.